# Приворотень уподібнений
Приворотень уподібнений, при́воротень наслі́дувальний (Alchemilla aemula) — вид квіткових рослин родини трояндових (Rosaceae).

## Біоморфологічна характеристика
Це багаторічна рослина 10–20 см заввишки. Рослина густо запушена скрізь крім квітконіжки. Пластини листків з глибокими надрізами і невеликими тупуватими зубцями.

## Поширення
Росте на півдні Європи (Україна [Крим], Північний Кавказ).
В Україні вид росте на яйлах і узліссях гірських лісів — у гірському Криму, звичайний.